# HR Дельфина
HR Дельфина (Новая Дельфина 1967, Nova Delphini 1967, N Del 1967) — катаклизмическая переменная, относящаяся к медленным новым. Её вспышка наблюдалась в 1967 году.
Новая HR Дельфина была открыта 8 июля 1967 года Дж. Олкоком, когда её блеск составлял 5,6m, позднее по фотопластинкам было установлено, что она вспыхнула не позднее середины июня — 17 июня её блеск был 8,8m. До декабря 1967 года блеск звезды держался около 5m, а в середине декабря на короткое время возрос до 3,7m. Параметр t3 — время падения блеска на три звёздных величины ниже максимума — составил 225 дней:631. Далее на протяжении нескольких лет блеск медленно падал до его величины перед вспышкой (около 12m). Звёзды подобного типа представляют собой двойные системы, состоящие из звезды позднего спектрального класса главной последовательности и белого карлика с окружающим его аккреционным диском, в который переходит вещество звезды-компаньона. Ко вспышке приводит термоядерная детонация богатого водородом вещества аккреционного диска. Помимо исключительной продолжительности предмаксимальной стадии вспышки, другим необычным свойством HR Дельфина является её большая светимость, по сравнению с другими старыми новыми звёздами — более пятидесяти солнечных в ультрафиолетовом свете, по данным IUE.